# كأس كرواتيا 2018-19
كأس كرواتيا 2018-19 (بالكرواتية: Hrvatski nogometni kup 2018./19.)‏ هو الموسم 28 من كأس كرواتيا. أقيم خلال الفترة 18 أغسطس 2018 وحتى 22 مايو 2019، وأشرف على تنظيمه اتحاد كرواتيا لكرة القدم، وكان عدد الأندية المشاركة فيه 48، وفاز فيه نادي رييكا.